# Cloughjordan
Cloughjordan (iriska: Cloch Shiurdáin, engelska: Cloghjordan) är en ort i republiken Irland.   Den ligger i provinsen Munster, i den centrala delen av landet, 130 km väster om huvudstaden Dublin. Cloughjordan ligger 93 meter över havet och antalet invånare är 511.
Terrängen runt Cloughjordan är platt. Runt Cloughjordan är det mycket glesbefolkat, med 7 invånare per kvadratkilometer. Närmaste större samhälle är Nenagh Bridge, 12,5 km sydväst om Cloughjordan. Trakten runt Cloughjordan består i huvudsak av gräsmarker.